# Haune
Die Haune, im frühen Mittelalter Hunaha genannt, in den osthessischen Landkreisen Fulda und Hersfeld-Rotenburg ist ein 66,5 km langer, orographisch rechter und südlicher Nebenfluss der Fulda.

## Verlauf
Die Haune entspringt im Naturpark Hessische Rhön und im Biosphärenreservat Rhön in der Milseburger Kuppenrhön, einem westlichen Teil der Rhön. Ihre Quelle liegt im Landkreis Fulda rund 2 km östlich des Künzeller Ortsteils Dietershausen auf der Westflanke des Berges Giebelrain (ca. 590 m ü. NHN) auf etwa 480 m Höhe.
Die Inschrift auf einer Tafel an der Haunequelle lautet:
„HAUNE HEISS ICH

DIE FULDA SPEISS ICH

DIE WESER GRÜSS ICH

ZUR NORDSEE FLIESS ICH“

Nach dem Durchfließen von Dietershausen, wo die Haune den Naturpark Hessische Rhön verlässt, verläuft der Fluss in überwiegend nördliche Richtungen. Dabei durchfließt er nach Verlassen des Biosphärenreservats Rhön Dirlos. Von dort an fließt die Haune parallel zur zumeist wenige Kilometer weiter westlich verlaufenden Fulda. Dabei fließt sie durch Böckels, Rex und Margretenhaun, wo die Wanne einmündet.
Nach dem Einmünden der Bieber passiert die Haune Almendorf und kurz darauf die beiden Nachbardörfer Steinau und Steinhaus. Von dort fließt sie nach Norden, wo sie die Haunetalsperre durchfließt und unmittelbar danach, östlich von Marbach, erstmals die Bahnstrecke Bebra–Fulda unterquert, zu der sie fortan (zumeist westlich) parallel verläuft, während (meistens) östlich parallel die Bundesstraße 27 verläuft. Die Haune durchfließt nacheinander Rückers und Nüst, wo die Nüst einmündet, sowie Hünfeld mit der Einmündung der Hasel und Hünhan. Anschließend fließt sie an Burghaun und an Rothenkirchen vorbei.
Dann fließt die Haune im Landkreis Hersfeld-Rotenburg am sich östlich erhebenden Stoppelsberg (523,9 m) vorbei, auf dem die Burg Hauneck steht. Auf einem Höhenzug westlich des Flusstales steht das einstige Schloss Hohenwehrda. Danach passiert sie die Haunetaler Ortsteile Rhina und Neukirchen und fließt dann zwischen den Ortsteilen Mauers, Müsenbach und Meisenbach hindurch. Nach der U-förmigen Flussschleife von Odensachsen, in der die Haune das Dorf umfließt, verläuft sie an Hermannspiegel vorbei und nimmt dann im Gemeindegebiet von Hauneck bei Passieren des Ortsteils Eitra das Wasser der Eitra auf. Dann fließt sie an Sieglos vorbei sowie durch Ober- und Unterhaun.
Schließlich mündet die Haune in Bad Hersfeld – nach Unterqueren von Bundesautobahn 4 und Bundesstraße 62 – aus Richtung Süden kommend – auf rund 198 m Höhe in die dort etwa von Südwesten heranfließende Fulda.

## Einzugsgebiet und Zuflüsse

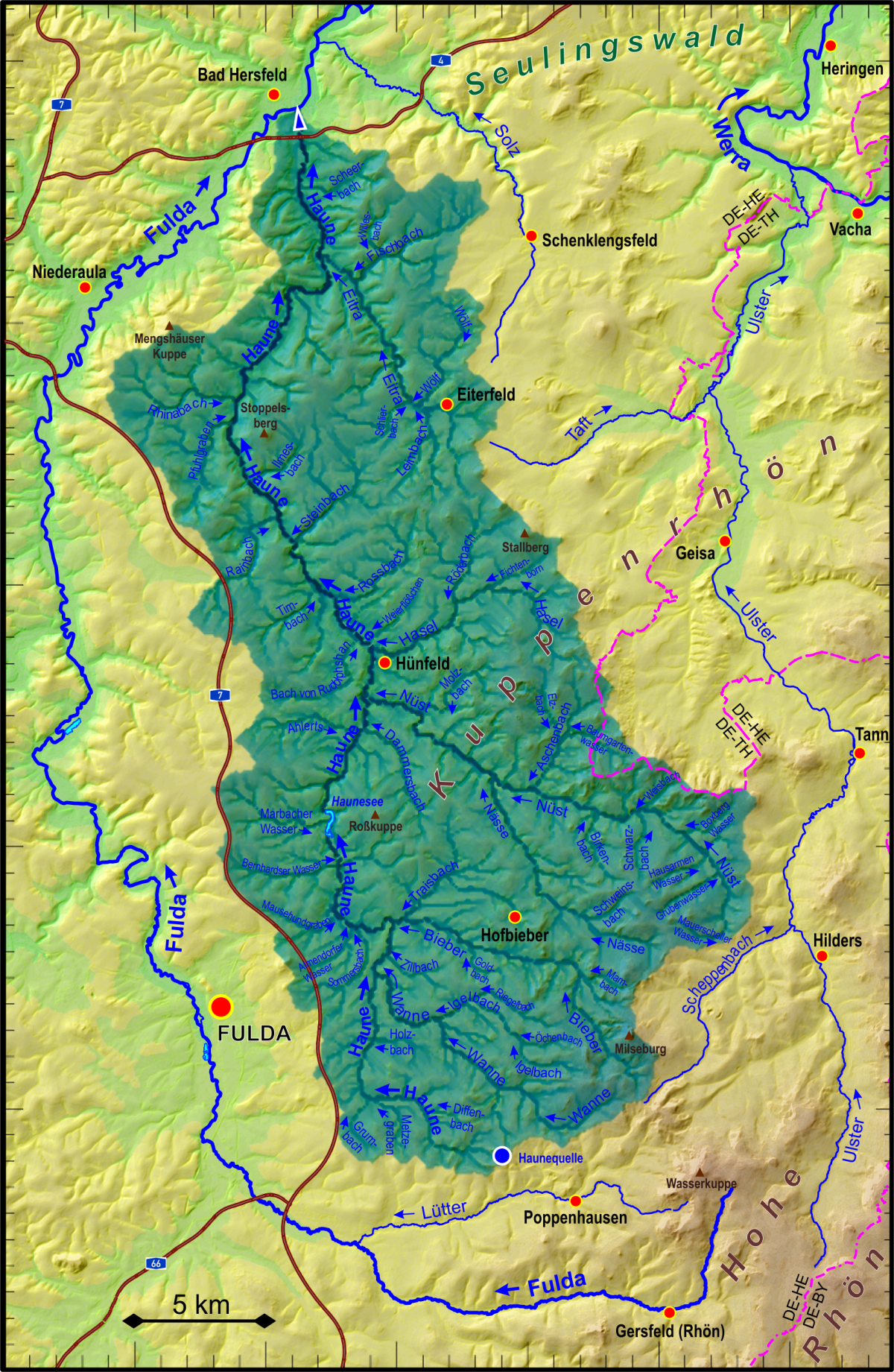
Einzugsgebiet der Haune

Die Haune entwässert ein 499,965 km² großes Einzugsgebiet und führt an der Mündung im Mittel (MQ) gut vier Kubikmeter Wasser pro Sekunde. Ein Fünftel des Einzugsgebietes wird durch die Nüst, die etwa ein Viertel des Wassers beisteuert, entwässert.
Die längs der Bundesstraße 458 verlaufende Wanne verfügt demgegenüber zwar über ein absolut gesehen deutlich kleineres Einzugsgebiet, welches jedoch gleichwohl jenes der Haune oberhalb ihrer Mündung übersteigt (33,54 vs. 27,57 km²), wobei ihr Vorsprung im Abfluss wie auch in der Länge (16,1 vs. 12,6 km) noch größer ist. Entsprechend stellt sie nur nominell einen Nebenfluss der Haune dar.
Weitere wichtige Nebenflüsse sind die Eitra, die Bieber und die Hasel. Allen fünf genannten Flüssen ist die rechte Zuflussseite gemein, während die linken Zuflüsse allgemein spärlicher ausfallen.
Folgende Nebenflüsse der Haune sind insgesamt erwähnenswert:
| Name                 | Lage   | Länge [km] | Einzugs- gebiet [km²] | Mündungs- höhe [m. ü. NHN] | Ortschaften am Fluss, Mündungsort | DGKZ    |
| -------------------- | ------ | ---------- | --------------------- | -------------------------- | --- | ------- |
| Wanne                | rechts | 16,1       | 33,5                  | 311                        | Friesenhausen, Dipperz, Petersberg-Margretenhaun | 426-2   |
| Bieber               | rechts | 16,3       | 41,6                  | 297                        | Kleinsassen, Schackau, Langenbieber, Niederbieber, Wiesen, Mittelberg (alle Gemeinde Hofbieber)                                                                                    | 426-4   |
| Bernhardser Wasser   | links  | 03,7       | 07,2                  | 285                        | Dietershan, Bernhards | 426–516 |
| Marbacher Wasser     | links  | 04,1       | 08,0                  | 281                        | Marbach | 426–518 |
| Ahlerts              | links  | 04,8       | 06,0                  | 259                        | Unterleimbachshof, unterh. von Rückers | 426–576 |
| Dammersbach          | rechts | 05,3       | 07,6                  | 258                        | Dammersbach, unterh. von Rückers | 426-58  |
| Nüst                 | rechts | 22,8       | 97,2                  | 255                        | Unterbernhards (Gemeinde Hilders); Mahlerts, Obernüst (beide Gemeinde Hofbieber); Gotthards, Morles, Rimmels, Silges (je Gemeinde Nüsttal); Mackenzell, Nüst (beide Stadt Hünfeld) | 426-6   |
| Hasel                | rechts | 12,8       | 33,9                  | 250                        | Haselstein, Neuwirtshaus, Großenbach, Hünfeld | 426-72  |
| Bach von Rudolphshan | links  | 05,5       | 06,2                  | 249                        | Sargenzell, westl. von Hünfeld | 426–732 |
| Haune                | rechts | 05,9       | 09,0                  | 247                        | Roßbach, Gruben, Burghaun | 426–736 |
| Steinbach            | rechts | 05,9       | 13,2                  | 241                        | Steinbach | 426–738 |
| Rainbach             | links  | 05,3       | 10,9                  | 233                        | Rothenkirchen | 426-74  |
| Pfuhlgraben          | links  | 04,4       | 10,2                  | 230                        | Wehrda | 426–754 |
| Rhinabach            | links  | 05,5       | 11,9                  | 226                        | Stärklos, Rhina | 426-76  |
| Barberbach           | links  | 01,5       | ?                     | 225                        | Holzheim (Haunetal), Neukirchen (Haunetal) | ?       |
| Herzbach             | links  | 01,8       | ?                     | 224                        | Holzheim (Haunetal), Mauers | ?       |
| Eitra                | rechts | 11,9       | 59,2                  | 213                        | Eiterfeld, Arzell, Buchenau, Bodes, Hauneck | 426-8   |

### Nebenflüsse höherer Ordnung
Die fünf „großen“ rechten Nebenflüsse der Haune verfügen je zum Teil noch über erwähnenswerte Zuflüsse:
- (Wanne)
  - Igelbach. (rechts; 7,8 km, 11,7 km² – Wolferts)
- (Bieber)
  - Traisbach[4] (rechts; 4,7 km, 14,6 km² – Traisbach)
- (Nüst)
  - Aschenbach. (rechts; 5,3 km, 15,3 km² – Oberaschenbach, Mittelaschenbach, Hofaschenbach, Morles)
  - Nässe. (links; 12,3 km, 21,3 km² – Elters, Wittges, Weihershof, Egelmes, Rimmels)
  - Molzbach. (rechts; 3,4 km, 6,9 km² – Molzbach, Mackenzell)
- (Hasel)
  - Röderbach. (rechts; 4,4 km, 10,6 km² – Stendorf, Kirchhasel)
- (Eitra)
  - Leimbach. (links; 3,4 km, 7,3 km² – Betzenrod, Leimbach, unterh. Eiterfelds)
  - Wölf. (rechts; 5,9 km, ca. 9 km² – Wölf, Reckrod, Arzell)
  - Schlierbach. (links; 3,9 km, 4,8 km² – Dittlofrod, Körnbach, Arzell)
  - Fischbach. (rechts; 6,3 km, 15,4 km² – Wüstfeld, Fischbach, Bodes)

## Geschichte
Im frühen Mittelalter wurde der Fluss „Hunaha“ genannt.

## Sehenswürdigkeiten und Bauwerke
- Eines der bekanntesten Ausflugsziele direkt an der Haune ist die Ruine der Burg Hauneck auf dem 523,9 m hohen Stoppelsberg bei Haunetal.
- Rund 4 km weiter flussaufwärts findet sich in Burghaun ein seltenes Kirchenspiel. Dort steht auf der Ruine eines alten Schlosses die jüngere, katholische Kirche. Links daneben, hinter dem mittelalterlichen Torhaus, das aus der Zeit stammt, in dem Burghaun in Stadt und Dorf aufgeteilt war, findet sich die ältere, evangelische Kirche. Einer Sage zufolge wurde nach der Reformation die katholische Kirche so erbaut, dass kein Licht mehr in die kleinere Evangelische Kirche fallen sollte.